# Badminton-Bundesliga 1989/90
Die Badminton-Bundesligasaison 1989/90 bestand aus 14 Spieltagen im Modus „Jeder gegen jeden“ mit Hin- und Rückspiel. Meister wurde der SV Fortuna Regensburg.

## Endstand
| Platz | Verein | Punkte | Spielpunkte | Punkte |
| ----- | --- | ------ | ----------- | ------ |
| 1.    | SV Fortuna Regensburg (Markus Keck, Gerhard Treitinger, Klaus Treitinger, Michael Keck, Michael Deuerling, Anne-Katrin Seid, Elke Drews, Birgit Schilling)         | 14     | 23:05       |        |
| 2.    | FC Langenfeld (Stephan Kuhl, Robert Neumann, Uwe Scherpen, Peter Wolf, Kai Jeromin, Kirsten Schmieder, Kerstin Ubben)                                              | 14     | 21:07       |        |
| 3.    | TuS Wiebelskirchen (Volker Eiber, Bernd Schwitzgebel, Uwe Ossenbrink, Stefan Maus, Joachim Resch, Guan-Piero Vargiu, Katrin Schmidt, Heike Erler, Annette Geisler) | 14     | 17:11       |        |
| 4.    | TTC Brauweiler 1948 | 14     | 14:14       |        |
| 5.    | FC Bayer 05 Uerdingen | 14     | 13:15       |        |
| 6.    | SSV Heiligenwald (N) | 14     | 11:17       |        |
| 7.    | TV Mainz-Zahlbach | 14     | 10:18       |        |
| 8.    | Bottroper BG (N) | 14     | 03:25       |        |